# Helen Johns
Helen Johns   (Boston, 25 de setembre de 1914 - Sumter, 23 de juliol de 2014), també coneguda pel seu nom de casada Helen Carroll, va ser una nedadora estatunidenca que va competir durant la dècada de 1930.
El 1932 va prendre part en els Jocs Olímpics d'Estiu de Los Angeles, on va guanyar la medalla d'or en els 4x100 metres lliures del programa de natació. Va formar equip amb Josephine McKim, Eleanor Saville i Helene Madison, tot establint un nou rècord mundial de la distància amb un temps de 4'38"0.
El 1936 Johns es va graduar al Pembroke College amb una llicenciatura en psicologia i economia. Més tard va obtenir un màster en educació especial. A més d'exercir d'entrenadora de natació, també treballà com a professora d'educació especial al districte escolar de Sumter, Carolina del Sud, entre 1957 i 1980. El 1996 va portar la torxa olímpica durant un tram del relleu de la torxa dels Jocs Olímpics d'Atlanta. El 2004 fou inclosa al Rhode Island Heritage Hall of Fame pels seus èxits com a nedadora.
Va morir, amb 99 anys, el 23 de juliol de 2014 a Sumter.